# Verconia simplex
Verconia simplex is een zeenaaktslak die behoort tot de familie van de Chromodorididae. Deze slak komt voor in de Grote Oceaan.
De slak is wit tot roze gekleurd, soms met een lichtoranje mantelrand, maar meestal zonder. De kieuwen en de rinoforen zijn dieporanje gekleurd. Ze wordt, als ze volwassen is, zo'n 5 tot 10 mm lang. Ze voeden zich met sponzen.